# Iouriy Virt
Iouriy Mykolayovych Virt (en ukrainien : Юрій Миколайович Вірт), né le 4 mars 1974 à Lviv (Ukraine), est un footballeur ukrainien.

## Biographie

### En sélection nationale
Le 1er septembre 2001, il reçoit sa première sélection en équipe d'Ukraine, lors du match Ukraine - Biélorussie.

## Statistiques

### En sélection nationale
| Sélection | Année | Matchs | Buts |
| --------- | ----- | ------ | ---- |
| Ukraine A | 2001  | 2      | -0   |
| Total     | Total | 2      | -0   |

## Palmarès

### En tant que joueur
Chakhtar Donetsk
- Champion d'Ukraine en 2002
- Vainqueur de la Coupe d'Ukraine en 2001 et 2002

### En tat qu'entraîneur
Veres Rivne
- Champion d'Ukraine D2 en 2021